# Уакас, Юнис
Юнес Уакас (Younes Ouaqasse) (родился 18 ноября 1988, город Мангейм) — немецкий политический деятель марокканского происхождения.
С 2008 по 2010 гг. был председателем Национального Школьного союза, близкого по духу к Школьному союзу при партии ХДС и ХСС. В 2011 г. он являлся главным редактором журнала «Решение» Die Entscheidung. С января 2012 он является федеральным председателем Союза христианско-демократических студентов Тюрингии, студенческой организации при ХДС и ХСС. В 2012 году он был избран в Национальный совет ХДС.

## Биография
Юнес Уакас родился в марокканской семье в Мангейме. После развода родителей в возрасте четырёх лет он отправился к своей бабушке в Марокко. Там он посещал начальную школу. В восемь лет он вернулся в Германию. Из-за недостаточных знаний языка, по окончании школы он получил справку о прохождении курса обучения. Обучение в средней школе он завершил, сдав выпускной экзамен. После этого он учился в экономической гимназии в городе Людвигсхафене, и в мае 2009 года защитил диплом специального образования. С 2010 года он изучает бизнес-менеджмент в университете им. Эрнста Аббе в городе Йене Ernst-Abbe-Fachhochschule Jena.

## Политика
В возрасте 15 лет Уакас начал проявлять интерес к политике, и в его родном городе Мангейме вступил в Школьный союз. В 2005 году, когда ему было 16 лет, он стал членом ХДС и Союза молодежи. По собственной инициативе в ноябре 2006 года он был избран сопредседателем Президиума Национального Школьного союза Германии на окружном уровне. На 36-й Федеральной конференции Уакас был избран председателем Школьного союза. Его повторное избрание состоялось 28 марта 2009 года.
Юнес Уакас — первый председатель ассоциации ХДС с миграционным прошлым. Для Уакаса, как мусульманина, нет противоречия представлять молодежь в христианско-демократической организации, потому что ХДС открыт для всех религиозных конфессий.
Уакас является правоверным мусульманином, но он строго отклонил исламское религиозное обучение в немецких школах, так как это препятствует интеграции мусульман в Германии. В связи с референдумом Про Рели Pro Reli Уакас подчеркнули центральную и важную роль государственного религиозного образования для воспитания терпимости и понимания других культур. Он также призывает к тому, чтобы помимо католического и протестантского религиозного образования, больше внимания уделялось урокам этики в школах, чтобы молодые люди смогли познакомиться с разными религиями и вести межрелигиозный диалог. Уакас выступает за государственный контроль над мечетями в целях предотвращения и борьбы с исламским терроризмом.
В отношении политики образования Уакас выступает за сохранение существующей в Германии трехуровневой системы, состоящей из гимназии, реальной и средней школы, так как эта система себя оправдала.
После происшествия, приведшего к жертвам в школе в Германии в 2010 году, Уакас открыто выступает за усиление мер безопасности в школах. Он призывает к дополнительному патрулированию полицией территории школ. Частные охранные предприятия могут быть привлечены к обеспечению безопасности на школьных территориях в экстренных ситуациях.
Бывший министр Нижней Саксонии по социальным вопросам Айгуль Озкан критикует Уакаса, потому что она призывала к снятию распятия в школах. Во многих средствах массовой информации Юнес Уакас требовал от Озкан отказаться от поста министра, так как она не выступает за христианские ценности. В одном из комментариев Уакас писал: «Для меня, как мусульманина, само собой разумеющимся является вопрос уважения христианского общества, представленного большинством в Германии, к его вере, и поэтому я считаю важным, чтобы христианские символы были представлены также публично и, таким образом не отрицались традиции из побуждения ложного уравнивания».
В качестве председателя СХДС Тюрингии, Уакас настаивает на введении интернет-голосования в университетах, а опасения в отношении неприкосновенности частной жизни в Интернете во время интернет-голосования считает противоречащими решению Конституционного суда, в котором отсутствие прозрачности для граждан считается основанием для отказа в регистрации, называет страхом прогресса и невежеством. В мае 2012 года он назвал Партию пиратов Германии крайне опасными, так как они не имели связи с традициями, родиной и культурой.
С начала декабря 2012 Уакас является наблюдателем Федерального Президиума ХДС.